# یاسانامپورا
یاسانامپورا (به لاتین: Yasanampura) یک منطقهٔ مسکونی در سری‌لانکا است که در استان مرکزی (سری‌لانکا) واقع شده‌است.